# Mark Klein
Mark Klein (Nova Iorque, 2 de maio de 1945 – Oakland, 8 de março de 2025) foi um técnico da AT&T que trabalhou na companhia durante vinte e dois anos. Em 2006, ele vazou documentos internos da AT&T, que revelaram que a empresa havia criado uma sala secreta no escritório de São Francisco para dar à Agência de Segurança Nacional (NSA) acesso aos seus cabos de fibra óptica de Internet.  Ele testemunhou perante o Congresso americano em novembro de 2007 exortando os legisladores não dessem AT&T e às outras empresas de telecomunicações, entre elas a Verizon, envolvidas na vigilância em massa dentro dos Estados Unidos, imunidade.
Mark Klein também foi uma testemunha em uma ação movida pela Electronic Frontier Foundation, que alega a AT&T deu ilegalmente o acesso às suas redes à NSA.

## Revelações
Documentos sobre o Programa Fairview fazem referência a uma empresa como sendo a Empresa que é "parceiro chave" da NSA nos programas de vigilância. Tal empresa não está identificada na documentação Snowden. No entanto, a empresa considerada "parceiro chave" pela NSA, foi identificada em 23 de outubro de 2013 pelo The Washington Post como sendo a AT&T.

## Morte
Klein morreu no dia 8 de março de 2025 aos 78 anos, por câncer do pâncreas.